# Adelardo Cattaneo
Adelardo Cattaneo (né à Lendinara, en Vénétie, alors dans la République de Venise et mort le 24 août 1225 à Vérone) est un cardinal italien du XIIe siècle et du début du XIIIe siècle.

## Biographie
Adelardo Cattaneo est chanoine à Vérone.
Le pape Lucius II le crée cardinal lors d'un consistoire le 6 mars 1185. Le cardinal Cattaneo est notamment légat apostolique en Terre sainte. En 1188 il est nommé évêque de Vérone.
Le cardinal Cattaneo participe à l'élection d'Urbain III en 1185, de Grégoire VIII et de Clément III en 1187, de Célestin III en 1191 et d'Innocent III en 1198. Il ne participe pas à celle du pape Honorius III en 1216.

## Sources
- Fiche du cardinal sur le site fiu.edu